# مگس‌گیر رگه‌دار سولاوسی
مگس‌گیر رگه‌دار سولاوسی (نام علمی: Muscicapa sodhii) یک پرنده گنجشک‌سان کوچک از خانواده مگس‌گیران جهان قدیم است. این تنها عضو در سولاوسی ثبت شده‌است، جایی که به زادآوری شناخته می‌شود. به نظر می‌رسد که در معرض خطر انقراض نیست، زیرا نسبت به بسیاری از پرندگان وابسته به جنگل‌های جنوب شرق آسیا نسبت به آشفتگی زیستگاه حساسیت کمتری دارد.
مگس‌گیر رگه‌دار سولاوسی شبیه مگس‌گیر رگه‌خاکستری است که بخشی از سال در سولاوسی زندگی می‌کند، اما در شمال آسیا زادآوری می‌کند. از نظر ژنتیکی، بیشتر با جمعیت تایلندی مگس‌گیر قهوه‌ای آسیایی M. dauurica siamensis مرتبط است.